# Diedrich Bader
Karl Diedrich Bader (Alexandria, 24 december 1966) is een Amerikaans komiek en (stem)acteur. Na vijf jaar gespeeld te hebben in televisiefilms en met eenmalige gastrolletjes in series als Star Trek: The Next Generation, 21 Jump Street en Quantum Leap, debuteerde hij in 1993 op het witte doek als Jethro Bodine in The Beverly Hillbillies. Sindsdien speelde hij onder meer 202 afleveringen Oswald Lee Harvey in The Drew Carey Show en in meer dan dertig films, waarvan een aanzienlijk aantal als stemacteur in animatietitels.
Bader sprak de stem in van onder meer Adonis in zowel de animatiefilm Hercules: Zero to Hero als in de serie Hercules. Disney huurde hem opnieuw in om stemmen in te spreken voor Warp Darkmatter in Buzz Lightyear of Star Command en die van Veteran Cat in Bolt. Bader sprak daarnaast ook de stem in van de sabeltandtijger in Ice Age, John in Dinotopia: Quest for the Ruby Sunstone, Unhygienix in de Engelstalige versie van Astérix et les Vikings en Tank Evans in Surf's Up. In 'gewone' films is Bader doorgaans te zien in bijrollen en cameo-rollen, doorgaans met een komische ondertoon.
Bader trouwde in 1998 met Dulcy Rogers met wie hij in 2003 zoon Sebastian kreeg en in 2005 dochter Ondine Caolla.

## Filmografie
*Exclusief 10+ televisiefilms
| - Shazam! Fury of the Gods (2023) - Space Buddies (2009) - Bolt (2008, stem) - Open Season 2 (2008, stem) - Meet the Spartans (2008) - Holly Hobbie and Friends: Best Friends Forever (2007, stem) - Balls of Fury (2007) - Sunny & Share Love You (2007) - Surf's Up (2007, stem) - Holly Hobbie and Friends: Secret Adventures (2007, stem) - Holly Hobbie and Friends: Christmas Wishes (2006, stem) - Cattle Call (2006) - Astérix et les Vikings (2006, stem Engelstalige versie) - Cook-Off! (2006) - Dinotopia: Quest for the Ruby Sunstone (2005, stem) - Miss Congeniality 2: Armed & Fabulous (2005) | - Holly Hobbie and Friends: Surprise Party (2005) - Dead & Breakfast (2004) - EuroTrip (2004) - Napoleon Dynamite (2004) - The Country Bears (2002, stem) - Ice Age (2002, stem) - Evil Alien Conquerors (2002) - Jay and Silent Bob Strike Back (2001) - Recess: School's Out (2001, stem) - Certain Guys (2000) - Buzz Lightyear of Star Command: The Adventure Begins (2000, stem) - Couple Days... A Period Piece (2000) - Bartok the Magnificent of Bartok de geweldige (1999, stem) - Office Space (1999) - Hercules: Zero to Hero (1999, stem) - Teresa's Tattoo (1994) - The Beverly Hillbillies (1993) |

## Televisieseries
*Exclusief eenmalige gastrollen
- The Penguins of Madagascar - King Rat (2009, drie afleveringen - stem)
- Batman: The Brave and the Bold - Batman (2008-2009, 27 afleveringen - stem)
- The Secret Saturdays - Fiskerton (2008-2009, 23 afleveringen - stem)
- King of the Hill - Dirk (1999-2009, drie afleveringen - stem)
- Grim & Evil - Hoss Delgado (2002-2007, tien afleveringen - stem)
- Center of the Universe - Tommy Barnett (2004-2005, twaalf afleveringen)
- The Drew Carey Show - Oswald Lee Harvey (1995-2004, 202 afleveringen)
- The Zeta Project - Zee (2001-2002, dertien afleveringen - stem)
- Baby Blues - Kenny (2000-2002, twee afleveringen - stem)
- Buzz Lightyear of Star Command - Warp Darkmatter (2000-2001, acht afleveringen - stem)
- Hercules - Adonis (1998-1999, vijf afleveringen - stem)
- Gargoyles - Jason Canmore (1996, drie afleveringen - stem)
- The Fresh Prince of Bel-Air - Frank Schaeffer (1991, twee afleveringen - stem)

- Bibliothèque nationale de France: cb14151984h (data)
- Gemeinsame Normdatei: 1133384757
- International Standard Name Identifier: 0000 0000 5958 4160
- Library of Congress Control Number: no2005011825
- MusicBrainz: 516fe3bf-8ae5-4371-9a4e-0b066595a615
- Nationale bibliotheek van Australië: 35295273
- Nationale Bibliotheek van Israël: 987007416862505171
- Nederlandse Thesaurus van Auteursnamen: 334230896
- Trove: 901345
- Virtual International Authority File: 32206549
- WorldCat: E39PBJhCKYdyJ93RdKhwmyjDMP